# Piru
Un piru és un esperit dolent menor o dimoni en la mitologia finesa. La cultura popular finesa sovint representa els pirus com a esperits dolents del bosc, contra els que ens hem d'enfrontar en una batalla d'enginy, havent de pagar o bé rebent una penyora en cas de perdre o guanyar-la.
En molts casos, els poltergeist i fenòmens d'aparicions es descriuen com pirus. Sovint el Diable és anomenat també Piru o Pääpiru, el piru major.
Un piru és també un renec suau en finès.